# Augustus Abbott
Pour les articles homonymes, voir Abbott.
Augustus Abbott, né le 7 janvier 1804 à Londres et mort le 25 février 1867, est un officier de la Compagnie britannique des Indes orientales. 

## Biographie
Augustus Abbott, né le 7 janvier 1804 à Londres, est l'aîné des cinq fils de Henry Alexius Abbott de Blackheath, dans le Kent, marchand à la retraite de Calcutta, et de son épouse, Margaret (1774-1853).
Élève à Warfield, Berkshire, sous la direction du Dr. Faithfull, au Winchester College et à l'Addiscombe Military Seminary (en), il entre dans l'artillerie du Bengale en 1819. En 1838-1839 il est dans l'armée de l'Indus.
Il épouse en 1843 Sophia Frances, fille du capitaine John Garstin des 66e et 88e régiments, il a quatre filles et trois fils, tous des militaires de carrière.
Augustus Abbott meurt le 25 février 1867.